# Harrisonville
Harrisonville är administrativ huvudort i Cass County i Missouri. Orten fick sitt namn efter politikern Albert Galliton Harrison. Harrisonville grundades år 1837.